# Amtsgericht Stade

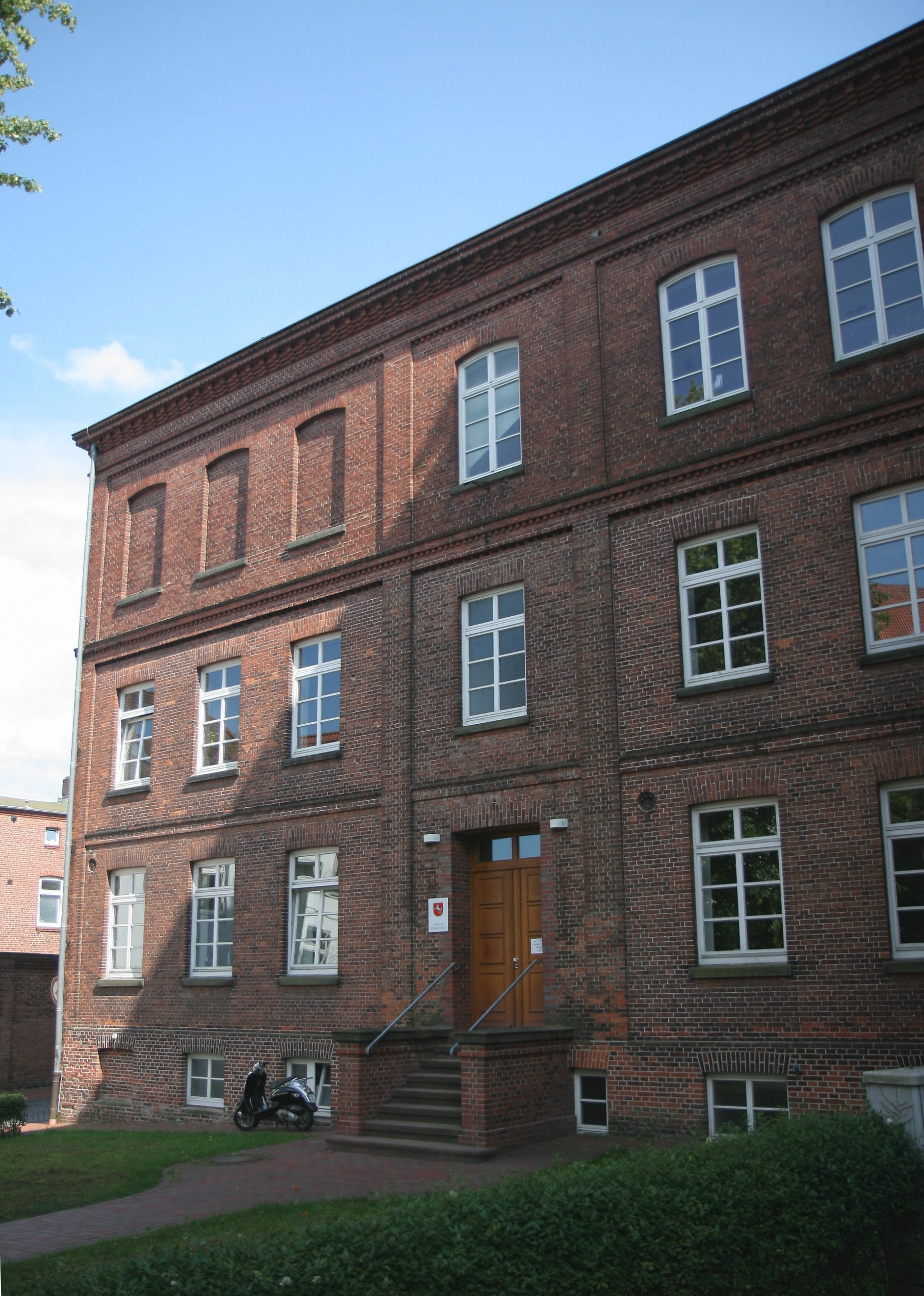
Gebäude Wilhadikirchhof 2

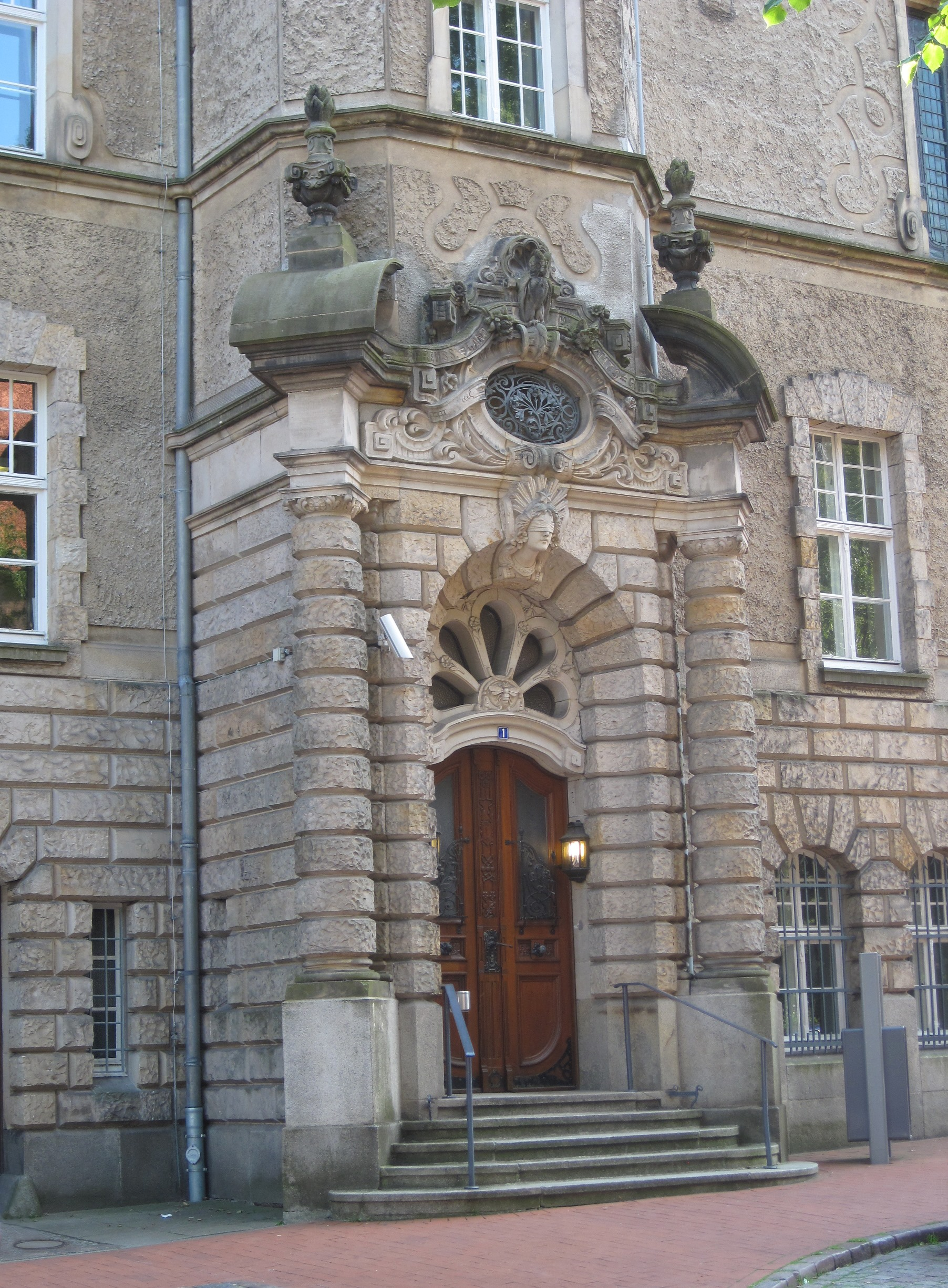
Eingang zum Gericht (Wilhadikirchhof 1)

Das Amtsgericht Stade ist eines von acht Amtsgerichten im Landgerichtsbezirk Stade und hat seinen Sitz in Stade.

## Gerichtsbezirk
Der Gerichtsbezirk umfasst die folgenden Orte und Ortsteile:
Aspe, Assel, Balje, Behrste, Blumenthal, Bossel, Breitenwisch, Brobergen, Burweg, Bützfleth, Deinste, Drochtersen, Düdenbüttel, Engelschoff, Essel, Estorf, Freiburg/Elbe, Gräpel, Groß Fredenbeck, Groß Sterneberg, Großenwörden, Grünendeich, Guderhandviertel, Haddorf, Hagen, Hagenah, Hammah, Heinbockel, Helmste, Himmelpforten, Hollern-Twielenfleth, Hüll, Klein Fredenbeck, Kranenburg, Krautsand, Krummendeich, Kuhla, Kutenholz, Mittelnkirchen, Mittelsdorf, Mulsum, Neuenkirchen, Neuland (Wischhafen), Oederquart, Oldendorf, Schölisch, Schwinge (Fredenbeck), Stade, Steinkirchen, Wedel, Wiepenkathen und Wischhafen.

## Übergeordnete Gerichte
Dem Amtsgericht Stade sind im Instanzenzug das Landgericht Stade, das Oberlandesgericht Celle sowie der Bundesgerichtshof in Karlsruhe übergeordnet.

## Geschichte
Am 1. Oktober 1852 wurden das Stadtgericht Stade und das Gräfengericht Bützfleth durch die Amtsgerichte Stade und Bützfleth ersetzt und damit auch die untere Gerichtsbarkeit an den Staat gezogen. Das Amtsgericht war dem Obergerichtsbezirk Stade untergeordnet. Bereits 1859 wurde das Amtsgericht Bützfleth aufgelöst und ein Teil seines Gebiets an das Amtsgericht Stade übertragen. Gleichzeitig wurde der Teil des Gerichtsbezirks des Amtsgerichts Himmelpforten, der auf dem rechten Ufer der Oste lag, zum Amtsgericht Stade geschlagen.
Das erste Dienstgebäude beider Amtsgerichte befand sich in dem 1840/41 errichteten Hauptgefängnis, dem heutigen Sozial- und Jugendamt zwischen Beguinen- und Gründelstraße. 1889 musste aus Platznot das Gebäude durch einen Anbau nach hinten erweitert werden.
Der Zukauf eines Gebäudes am Wilhadikirchhof ermöglichte in den Jahren von 1903 bis 1905 einen großzügigeren Neubau an der Ecke Ritterstraße zum Wilhadikirchhof. Der Bau, dessen Front zur Kirche gerichtet ist, wurde im historisierenden Stil (Spätrenaissance im Übergang zum Barock) errichtet. In diesem Gebäude bezog das Amtsgericht das Erdgeschoss.
In der NS-Zeit wurde die ordentliche Rechtsprechung im Landkreis Stade zunehmend außer Kraft gesetzt. Die polizeilichen Befugnisse wurden sowohl an die geltende Rechtsprechung angepasst als auch willkürlich darüber hinaus ausgedehnt sowie politische Verfahren von neu geschaffenen Gerichten an sich gezogen. Die nationalsozialistische Exekutive vereinnahmte die Judikative immer weiter. Nach dem Ende des Krieges gab es ab 1945 bis 1948 eine relativ große personelle Kontinuität sowohl bei der Polizei als auch bei den Amtsrichtern. Die von den ermittelnden Polizeibeamten oft fraglos übernommenen Vorverurteilungen und getroffenen Einschätzungen erfuhren oftmals einen terminologischen Transfer durch die Instanzen und schlugen sich entsprechend auf den jeweiligen Urteilstenor nieder. Auch Polizisten und Amtsrichter haben hier keine Ausnahme gebildet und maßgeblich zur Überlebenskraft und Dynamik nationalistischer und ethnischer Denkmuster in leicht verändertem sprachlichen Gewand beigetragen.
Im Jahre 1973 vergrößerte sich der Gerichtsbezirk um die Bezirke der aufgelösten Amtsgerichte Freiburg/Elbe und Osten.